# NGC 4055
NGC 4055 (NGC 4061) é uma galáxia elíptica (E) localizada na direcção da constelação de Coma Berenices. Possui uma declinação de +20° 13' 58" e uma ascensão recta de 12 horas, 04 minutos e 01,5 segundos.
A galáxia NGC 4055 foi descoberta em 27 de Abril de 1785 por William Herschel.